# Lunga
För andra betydelser, se Lunga (olika betydelser).
Lungan (latin: pulmo) är det organ hos de ryggradsdjur som andas luft, som har som främsta uppgift att syresätta blodet och avsöndra vissa restprodukter, framförallt koldioxid. Medicinska termer som har med lungorna att göra börjar ofta med pulmo-, från latinets pulmo ("lunga").

## Människans lungor
Människans lungor är inneslutna i en lungsäck vardera kallad pleura. Pleuran består av två serösa membran där det membran som har kontakt med lungan kallas viscerala pleuran och det yttre kallas parietala pleuran. Parietala pleuran har kontakt med mediastinum, diafragman och torakalväggen. Utrymmet mellan viscerala och parietala pleuran heter cavum pleurae och innehåller pleuravätska som smörjer och minskar friktionen när dessa glider mot varandra då lungan blåses upp.
Vänster lunga (pulmo sinister), som är aningen mindre till följd av hjärtats position, består av två lober. Höger lunga (pulmo dexter) består av tre lober. Luften når lungorna via svalget (pharynx), struphuvudet (larynx) och vidare genom luftstrupen (lat. trachea) som övergår till bronker. Luftstrupen övergår i två huvudbronker även kallade primära bronker, en till vardera lunga. Dessa delar sig sedan ytterligare till respektive lob genom vidare uppdelning som benämns sekundära och tertiära bronker och utgör det så kallade luftrörsträdet. Allt eftersom bronkerna fortsätter dela sig minskar de i storlek och övergår sedermera i bronkioler (små bronker). Bronker och trachea skyddas och hålls öppna av hästskoformade broskringar (lat. cartilagines tracheales). Bronkioler däremot är omgivna av glatt muskulatur och luftflödet kan därigenom regleras genom autonomt styrd kontraktion. Bronkioler delas i sin tur upp i terminala och respiratoriska bronkioler, de sistnämnda med visst gasutbyte. Delning därefter ger till sist upphov till lungblåsor, även kallade alveoler. I alveolerna och de minsta bronkiolerna sker det så kallade gasutbytet där bland annat syrgas diffunderar in i blodet och koldioxid diffunderar ut. Lungartärer (lat. arteriae pulmones) som innehåller blod med låg syrgashalt från hjärtat delar upp sig till ett fint nätverk med kapillärer (kapillärnät) som omger alveoler. När gasutbytet skett fortsätter det syresatta blodet från kapillärerna till lungvener (venae pulmones) och vidare tillbaks till hjärtat.

## Lungsjukdomar
Det finns olika typer av sjukdomar i lungorna. Det finns obstruktiva lungsjukdomar, där luftflödet i luftvägarna är förhindrat. Det finns även restriktiva lungsjukdomar med minskad total lungvolym. Dessutom finns en rad andra sjukdomar såsom tuberkulos och lungcancer. Spirometri används för att mäta lungornas funktion. Auskultation av lungorna används också inom vården. Direkt auskultation, det vill säga att lägga örat mot kroppen och lyssna, används sällan numera utan det är indirekt auskultation med hjälp av ett stetoskop som är standard. En läkare som lyssnar på lungljuden kan beskriva dem som vesikulära (normala), eller att denne hör rassel, ronki eller stridor vid antingen ut- eller inandning. 

### Obstruktiva lungsjukdomar
- Astma
- Bronkiell hyperaktivitet
- Kronisk obstruktiv lungsjukdom (KOL)
- Bronkiolit
- Kronisk bronkit
- Lungemfysem
- Respiratorisk insufficiens

### Restriktiva lungsjukdomar
- Dammlunga
- Allergisk alveolit
- Sarkoidos
- Löfflers syndrom
- Idiopatisk fibrotiserande alveolit

### Övriga
- Lunginflammation
- Tuberkulos
- Bronkektasier
- Pleuravätska
- Lungkollaps
- ARDS
- Cystisk fibros
- Sömnapnésyndrom
- Lungcancer
- Malignt mesoteliom
- Atelektas
- Lungemboli

## Lungfunktionsmätning
Olika sätt att mäta lungfunktion är spirometri- och PEF (peak expiratory flow)-mätningar, antingen vid vila eller vid belastning.